# Attavicinus monstrosus
Attavicinus monstrosus là một loài bọ cánh cứng trong họ Bọ hung (Scarabaeidae).